# ハッチャキ!!マチャアキ
『ハッチャキ!!マチャアキ』は、1971年10月22日から1973年3月30日まで日本テレビ系列局で放送されていた日本テレビ製作のバラエティ番組である。放送時間は毎週金曜 19:30 - 20:00 （日本標準時）。

## 概要
堺正章をはじめとするレギュラー陣が、ゲスト歌手とともにコントや踊りなどを繰り広げていた公開番組。

## 出演者
- 堺正章
- ゴールデンハーフ
- コロムビアゆりかご会
- 坂上しのぶ - 番組出演当初は児童コーラス『グリンピース』の一員として出演していたが、スタッフに注目されるようになり、コント中に内容と無関係に登場して駄洒落を発しながら去ってゆく子供役で出演することになった[1]。

## 主なコーナー
ハッチャキ仮面
最初のコーナー。一般の子供が4人登場し、撮影使用済みアトラクション用の着ぐるみ怪獣と戦うコーナー。一番頑張った子供には「ハッチャキ賞」が贈られた。また視聴者には、その子供のナンバーを葉書に書いて投稿すると、抽選で海外旅行が贈られた。登場した怪獣は、円谷プロダクション制作の特撮番組に登場した怪獣が殆どだった。決めゼリフは「アンドロメダ星雲の隣のアンコロモチ星雲からやって来た」。なおハッチャキ仮面は、途中でハッチャキセブン→ハッチャキセブンAへと変わっていった。
コントコーナー
中盤のコーナー。堺とゴールデン・ハーフ、そしてゲストが送るシチュエーションコント。
踊りのコーナー
全出演者が「ハッチャキ・ダンス」や「ハッチャキ・マーチ」の歌に合わせて、踊りを踊る。歌は双方とも2番まで有り、1番と2番の間は、「ダンス」時代はエバが堺になぞなぞを出し、「マーチ」時代は堺が視聴者に呼びかける（TBS『8時だョ!全員集合』のエンディングの加藤茶と同じ）。

## 主題歌

### オープニングテーマ・エンディングテーマ
双方ともに文部省唱歌「村祭り」の替え歌が使われていた。

### 挿入歌
「ハッチャキ・ダンス」（前期）
作詞：高瀬タカシ、作編曲：森岡賢一郎、歌：コロムビアゆりかご会
「ハッチャキ・マーチ」（後期）
作詞：高瀬タカシ、作編曲：森岡賢一郎、歌：コロムビアゆりかご会

## 放送局
同時ネット
- 日本テレビ（キー局）
- 札幌テレビ[3]
- 青森放送[4]
- 秋田放送[4]
- 山形放送[4]
- テレビ岩手[4]
- 宮城テレビ[4]
- 福島中央テレビ[4]
- 信越放送[5]
- 山梨放送[6]
- 北日本放送[7]
- 北陸放送[7]
- 福井放送[7]
- 名古屋テレビ[8][9]
- よみうりテレビ[8]
- 日本海テレビ（当時は鳥取県県域局）[10]
- 西日本放送[11]
- 山口放送[12]
- 四国放送[13]
- 南海放送[12]
- 高知放送[14]
- 福岡放送[8]
- 長崎放送[15]
- 熊本放送[15]
- テレビ大分[16]
- 南日本放送[17]
- 沖縄テレビ[18]

遅れネット
- 新潟総合テレビ：水曜 19:00 - 19:30[19]
- 静岡放送：日曜 18:30 - 19:00（1972年4月時点）[20]
- 山陰放送：木曜 18:00 - 18:30[10]
- 広島テレビ：月曜 19:00 - 19:30[21]
- 宮崎放送